# 英国アカデミー賞 主演女優賞
英国アカデミー賞 主演女優賞（BAFTA Award for Best Actress in a Leading Role）は、英国アカデミー賞の部門の一つ。
1952年から1967年まで、最優秀英国女優賞（BAFTA Award for Best British Actress）と最優秀外国女優賞（BAFTA Award for Best Foreign Actress）という2つのカテゴリーに分かれていたが、1968年より「主演女優賞」に統一された。

## 受賞者

### 1950年代
- 1952年 
  - 最優秀英国女優賞 ヴィヴィアン・リー 『欲望という名の電車』
  - 最優秀外国女優賞 シモーヌ・シニョレ 『肉体の冠』
- 1953年 
  - 最優秀英国女優賞 オードリー・ヘプバーン 『ローマの休日』
  - 最優秀外国女優賞 レスリー・キャロン 『リリー』
- 1954年 
  - 最優秀英国女優賞 イヴォンヌ・ミッチェル 『The Divided Heart』
  - 最優秀外国女優賞 コーネル・ボーチャーズ 『The Divided Heart』
- 1955年 
  - 最優秀英国女優賞 ケティ・ジョンソン 『マダムと泥棒』
  - 最優秀外国女優賞 ベッツィ・ブレア 『マーティ』
- 1956年 
  - 最優秀英国女優賞 ヴァージニア・マッケンナ 『マレー死の行進 アリスのような町』
  - 最優秀外国女優賞 アンナ・マニャーニ 『バラの刺青』
- 1957年 
  - 最優秀英国女優賞 ヘザー・シアーズ 『光は愛とともに』
  - 最優秀外国女優賞 シモーヌ・シニョレ 『サレムの魔女』
- 1958年 
  - 最優秀英国女優賞 アイリーン・ワース 『私に殺された男』
  - 最優秀外国女優賞 シモーヌ・シニョレ 『年上の女』
- 1959年 
  - 最優秀英国女優賞 オードリー・ヘプバーン 『尼僧物語』
  - 最優秀外国女優賞 シャーリー・マクレーン 『恋の売り込み作戦』

### 1960年代
- 1960年 
  - 最優秀英国女優賞 レイチェル・ロバーツ 『土曜の夜と日曜の朝』
  - 最優秀外国女優賞 シャーリー・マクレーン 『アパートの鍵貸します』
- 1961年 
  - 最優秀英国女優賞 ドラ・ブライアン 『蜜の味』
  - 最優秀外国女優賞 ソフィア・ローレン 『ふたりの女』
- 1962年 
  - 最優秀英国女優賞 レスリー・キャロン 『The L-Shaped Room』
  - 最優秀外国女優賞 アン・バンクロフト 『奇跡の人』
- 1963年 
  - 最優秀英国女優賞 レイチェル・ロバーツ 『孤独の報酬』
  - 最優秀外国女優賞 パトリシア・ニール 『ハッド』
- 1964年 
  - 最優秀英国女優賞 オードリー・ヘプバーン 『シャレード』
  - 最優秀外国女優賞 アン・バンクロフト 『女が愛情に渇くとき』
- 1965年 
  - 最優秀英国女優賞 ジュリー・クリスティ 『ダーリング』
  - 最優秀外国女優賞 パトリシア・ニール 『危険な道』
- 1966年 
  - 最優秀英国女優賞 エリザベス・テイラー 『ヴァージニア・ウルフなんかこわくない』
  - 最優秀外国女優賞 ジャンヌ・モロー 『ビバ!マリア』
- 1967年 
  - 最優秀英国女優賞 イーディス・エヴァンス 『哀愁の旅路』
  - 最優秀外国女優賞 アヌーク・エーメ 『男と女』

- 1968年 キャサリン・ヘプバーン：『招かれざる客』『冬のライオン』
- 1969年 マギー・スミス：『ミス・ブロディの青春（英語版）』

### 1970年代
- 1970年 キャサリン・ロス：『夕陽に向って走れ』『明日に向って撃て!』
- 1971年 グレンダ・ジャクソン：『日曜日は別れの時』
- 1972年 ライザ・ミネリ：『キャバレー』
- 1973年 ステファーヌ・オードラン：『ブルジョワジーの秘かな愉しみ』『いとこ同志』
- 1974年 ジョアン・ウッドワード：『Summer Wishes, Winter Dreams』
- 1975年 エレン・バースティン：『アリスの恋』
- 1976年 ルイーズ・フレッチャー：『カッコーの巣の上で』
- 1977年 ダイアン・キートン：『アニー・ホール』
- 1978年 ジェーン・フォンダ：『ジュリア』
- 1979年 ジェーン・フォンダ：『チャイナ・シンドローム』

### 1980年代
- 1980年 ジュディ・デイヴィス：『わが青春の輝き』
- 1981年 メリル・ストリープ：『フランス軍中尉の女』
- 1982年 キャサリン・ヘプバーン：『黄昏』
- 1983年 ジュリー・ウォルターズ：『リタと大学教授』
- 1984年 マギー・スミス：『最強最後の晩餐』
- 1985年 ペギー・アシュクロフト：『インドへの道』
- 1986年 マギー・スミス：『眺めのいい部屋』
- 1987年 アン・バンクロフト：『チャーリング・クロス街84番地』
- 1988年 マギー・スミス：『The Lonely Passion of Judith Hearne』
- 1989年 ポーリーン・コリンズ：『旅する女/シャーリー・バレンタイン』

### 1990年代
- 1990年 ジェシカ・タンディ：『ドライビング Miss デイジー』
- 1991年 ジョディ・フォスター：『羊たちの沈黙』
- 1992年 エマ・トンプソン：『ハワーズ・エンド』
- 1993年 ホリー・ハンター：『ピアノ・レッスン』
- 1994年 スーザン・サランドン：『依頼人』
- 1995年 エマ・トンプソン：『いつか晴れた日に』
- 1996年 ブレンダ・ブレッシン：『秘密と嘘』
- 1997年 ジュディ・デンチ：『Queen Victoria 至上の恋』
- 1998年 ケイト・ブランシェット：『エリザベス』
- 1999年 アネット・ベニング：『アメリカン・ビューティー』

### 2000年代
- 2000年 ジュリア・ロバーツ：『エリン・ブロコビッチ』
- 2001年 ジュディ・デンチ：『アイリス』
- 2002年 ニコール・キッドマン：『めぐりあう時間たち』
- 2003年 スカーレット・ヨハンソン：『ロスト・イン・トランスレーション』
- 2004年 イメルダ・スタウントン：『ヴェラ・ドレイク』
- 2005年 リース・ウィザースプーン：『ウォーク・ザ・ライン/君につづく道』
- 2006年 ヘレン・ミレン：『クィーン』
- 2007年 マリオン・コティヤール：『エディット・ピアフ〜愛の讃歌〜』
- 2008年 ケイト・ウィンスレット：『愛を読むひと』
- 2009年 キャリー・マリガン:『17歳の肖像』

### 2010年代
- 2010年 ナタリー・ポートマン:『ブラック・スワン』
- 2011年 メリル・ストリープ:『マーガレット・サッチャー 鉄の女の涙』
- 2012年 エマニュエル・リヴァ:『愛、アムール』
- 2013年 ケイト・ブランシェット:『ブルージャスミン』
- 2014年 ジュリアン・ムーア: 『アリスのままで』
- 2015年 ブリー・ラーソン: 『ルーム』
- 2016年 エマ・ストーン: 『ラ・ラ・ランド』
- 2017年 フランシス・マクドーマンド: 『スリー・ビルボード』
- 2018年 オリヴィア・コールマン: 『女王陛下のお気に入り』
- 2019年 レネー・ゼルウィガー: 『ジュディ 虹の彼方に』

### 2020年代
- 2020年 フランシス・マクドーマンド:『ノマドランド』
- 2021年 ジョアンナ・スキャンラン（英語版）：『アフター・ラヴ（英語版）』
- 2022年 ケイト・ブランシェット:『TAR/ター』
- 2023年 エマ・ストーン：『哀れなるものたち』
- 2024年 マイキー・マディソン：『ANORA アノーラ』